# Mordförsöket på Donald Trump 2024
Donald Trump, USA:s tidigare president och den presumtiva republikanska kandidaten till presidentvalet i USA 2024, träffades av ett skott i höger öra den 13 juli 2024, under ett kampanjmöte för sitt återval nära Butler, Pennsylvania.
Efter att ha blivit skjuten duckade Trump till marken och omringades snabbt av personal från Secret Service. Han reste sig sedan, blödde från höger öra, höjde näven i luften och skanderade "Fight!", "Fight!", "Fight!", ungefär "kämpa, kämpa, kämpa", innan han fördes till ett fordon. Han skickades sedan till sjukhus som han lämnade i stabilt tillstånd och fortsatte därefter med flyg till New Jersey. En kampanjdeltagare dödades, medan två andra deltagare skadades allvarligt.
Gärningsmannen var Thomas Matthew Crooks, en amerikansk man född 20 september 2003. Han sköt flera skott med ett halvautomatiskt gevär av typen AR-15. Han dödades av en prickskytt från Secret Service Counter Assault Team omedelbart efter att han avlossat skotten.
Det är första gången som en tidigare eller nuvarande amerikansk president skadas i ett mordförsök sedan dåvarande presidenten Ronald Reagan sköts 1981, och första gången för en presidentkandidat sedan mordförsöket på George Wallace 1972.

## Reaktioner
I stort sett samtliga regeringschefer i västvärlden beklagade händelsen. President Joe Biden kommenterade mordförsöket med följande ord: 
"Look, there's no place in America for this kind of violence. It's sick. It's sick. It's one of the reasons we have to unite this country ... Everybody must condemn it."
Efter attentatet har orden "Fight! Fight! Fight!" blivit ett slagord för Trump-supportrar, inte minst under republikanernas partikonvent som hölls några dagar senare. Där framträdde också Trump första gången efter attentatet. Han hade innan berättat att han skrivit ett helt nytt tal efter skjutningen. Den första kvarten var han ovanligt dämpad och berättade om sin upplevelse, men återföll senare i tidigare retorik.